# Childe's Tomb

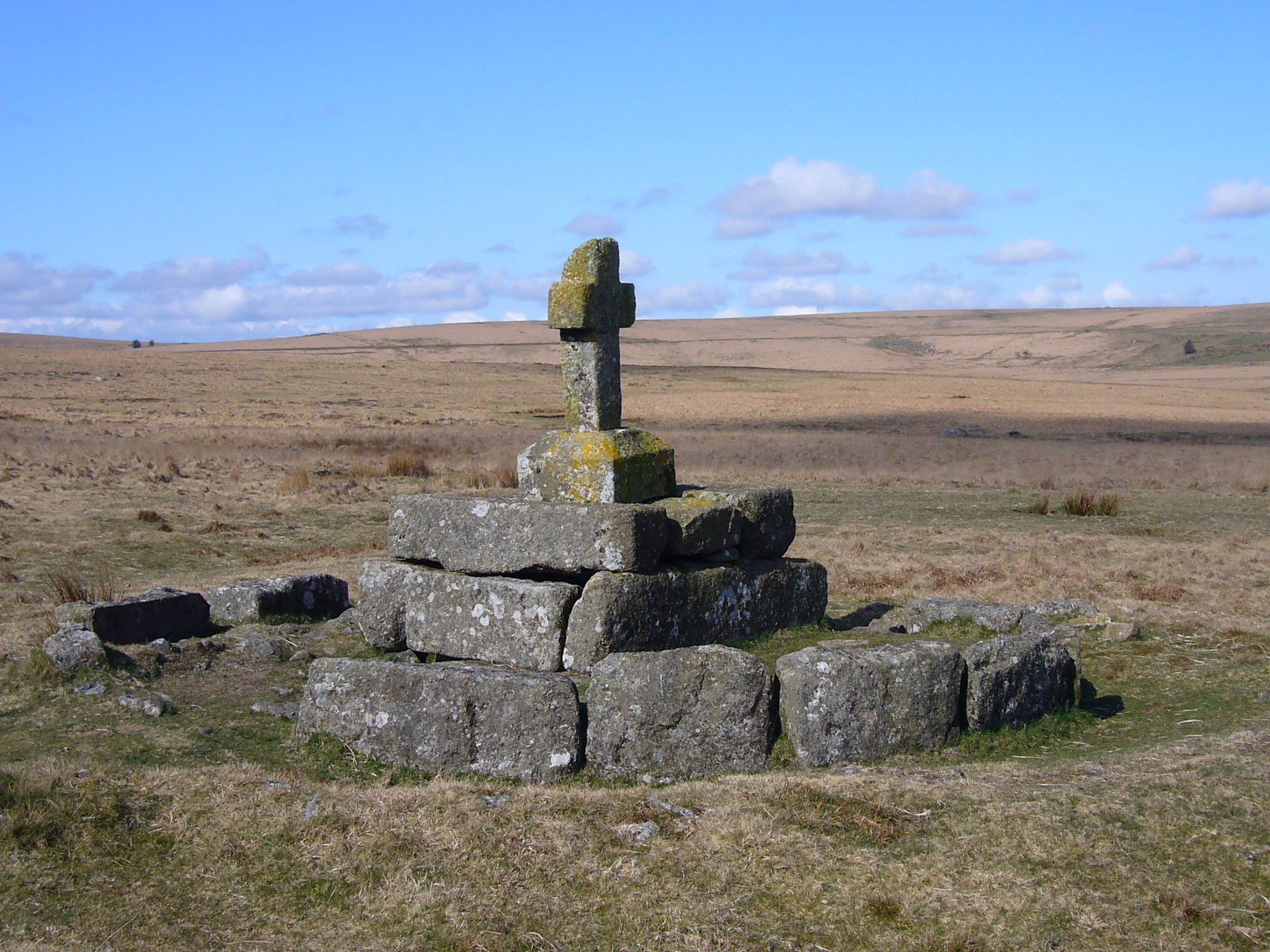
La Childe's Tomb oggi

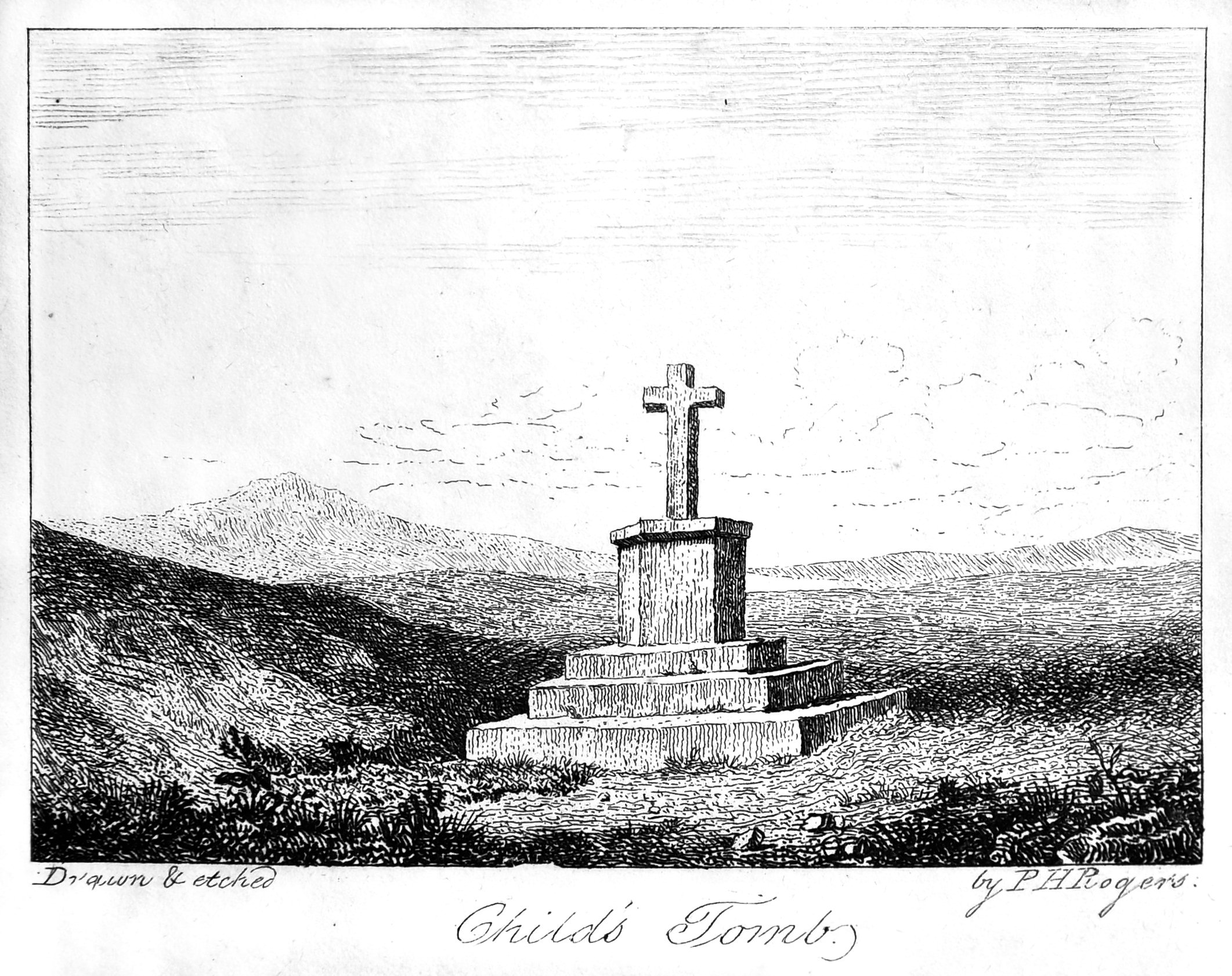
La Childe's Tomb prima della sua distruzione nel 1812

Childe's Tomb (in italiano "tomba di Childe") è una croce di granito presente a Dartmoor, nel Devon, in Inghilterra. Anche se attualmente non si presenta nella sua forma originaria, è la più elaborata tra le croci di Dartmoor, dotata di una base a gradoni, ed è nota per essere un kistvaen.
Una leggenda molto nota, registrata per la prima volta nel 1630 da Tristram Risdon, riguarda un ricco cacciatore, Childe, che si perse in una tormenta di neve e che qui morì pur essendosi servito del suo cavallo ormai morto per mangiare e ripararsi dal freddo. La leggenda dice inoltre che Childe prima di morire abbia lasciato un biglietto secondo il quale chi avesse trovato il suo corpo e lo avesse seppellito avrebbe ereditato le sue terre a Plymstock. Ne scaturì anche un contrasto tra l'abbazia di Tavistock e gli abitanti di Plymstock, dove la prima ebbe la meglio.
La tomba venne virtualmente distrutta nel 1812 da un uomo che ne ricavò i materiali per costruirvi una casa vicina, ma venne in parte ricostruita nel 1890.

## Descrizione
La Childe's Tomb si trova a sudest di Foxtor Mires, a circa 500 metri a nord di Fox Tor a Dartmoor, nel Devon, in Inghilterra. Secondo William Burt, nelle sue annotazioni a Dartmoor, a Descriptive Poem di N. T. Carrington (1826), la tomba originale era composta da un piedistallo a tre gradini, il più basso dei quali era costituito da quattro pietre ciascuna di sei piedi di lunghezza e dodici pollici di larghezza (1,8 m X 30 cm). I due gradini superiori erano composti da otto pietre più corte ma di forma simile, e sulla cima vi era un blocco ottagonale alto circa 1 metro con una croce dello stesso materiale fissata sulla sua sommità.
La tomba si trova in linea con diversi altri tumuli costruiti in tempi antichi per marcare le strade che conducevano all'abbazia di Buckfast ed all'abbazia di Tavistock e venne senza dubbio costruita come parte di questa rete stradale. Tristram Risdon, scrivendo nel 1630 circa, disse che la Childe's Tomb era uno dei tre simboli chiave della foresta di Dartmoor (gli altri erano Crockern Tor e Wistman's Wood). Risdon riporta inoltre che la tomba originaria riportava incisa la seguente iscrizione: "They fyrste that fyndes and bringes mee to my grave, The priorie of Plimstoke they shall have" ("Il primo che mi trovi e mi porti alla mia tomba, avrà il priorato di Plimstoke"), ma non vi sono altre testimonianze.
Attualmente la croce, che è una riproduzione, è alta 1 metro circa per 0,5 m di larghezza, incastrata tra i blocchi di granito che fanno assumere al complesso un'altezza totale di circa 2 metri. L'originale blocco di incastro della croce si trova di poco distante. L'intero monumento è circondato da pietre di granito e questo fa pensare che il sito sia stato luogo di un kistvaen antico presente sotto il piedistallo.

## La distruzione

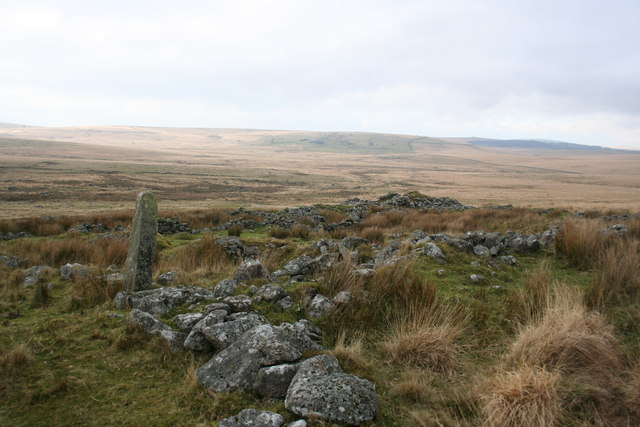
Ciò che rimane di Fox Tor Farm

All'inizio del XIX secolo vi fu il primo interessamento nel "miglioramento" delle strade di Dartmoor, incoraggiati dagli scritti Sir Thomas Tyrwhitt. Attorno al 1800 pertanto venne aperta la strada tra Ashburton e Two Bridges. Nel febbraio del 1809 Thomas Windeatt, di Bridgetown, acquistò un lotto di terra di 582 acri (235 ettari) nella valle del Fiume Swincombe. Nel 1812 Windeatt iniziò a costruire una fattoria, Fox Tor Farm, sulle sue terre ed i suoi uomini preferirono rubare il materiale necessario dalla Childe's Tomb per costruire gli stipiti delle porte e delle finestre.
Nel 1902 William Crossing riportò che un anziano del posto gli aveva detto che alcuni dei blocchi di granito provenienti dal piedistallo della tomba vennero utilizzati per la costruzione di un ponticello di pietre per attraversare il fiume Swincombe presso la fattoria. L'uomo disse anche che i blocchi necessari erano stati ritrovati anche sotto la terra. Questo fatto incoraggiò Crossing a ispezionare il ponticello sul fiume ma non vi trovò alcuna iscrizione. Egli ad ogni modo riuscì ad identificare nove delle dodici pietre di cui era composto il piedistallo, oltre al basamento della croce.

## Ricostruzione
Crossing riscoprì il sito originario della tomba nel 1882 e disse che tutto ciò che rimaneva era un piccolo monticciolo di terra con pietre mezze bruciate. Crossing riportò alla luce l'originario kistvaen, riportando che esso era lungo 1,68 m e largo 0,81 cm e che a differenza degli altri kistvaens ritrovati nella brughiera, le pietre erano state apparentemente lavorate dall'uomo, fatto che lo portò a ritenere che fosse meno antico di altri. Avendo ritrovato gran parte delle pietre della tomba originaria, Crossing pensò di poter ricostruire il monumento nella sua forma originaria con poco sforzo, ma così non fu.
J. Brooking Rowe, scrivendo nel 1895, disse che la tomba venne eretta nel 1890 sotto la direzione di E. Fearnley Tanner, il quale comunque si disse insoddisfatto del risultato dal momento che molte erano le pietre mancanti e pertanto risultava ormai difficile ricreare l'aspetto originario del monumento. Tanner era il segretario della Dartmoor Preservation Association, e questa ricostruzione fu il primo atto dell'organizzazione. I pezzi mancanti erano stati creati a Holne nel 1885.

## Childe il cacciatore

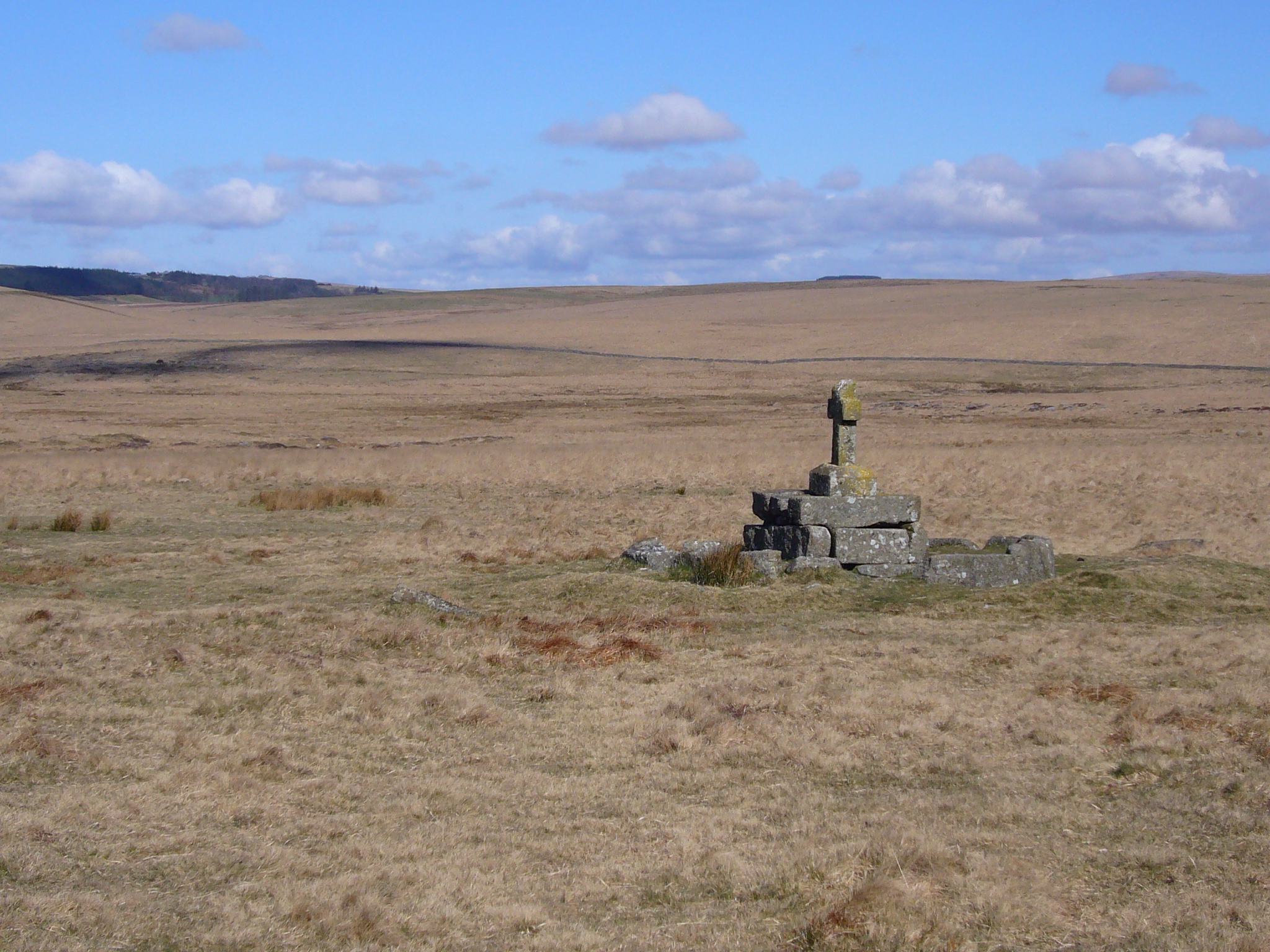
Veduta del paesaggio con la Childe's Tomb

Secondo la leggenda, la croce venne eretta sul kistvaen (camera sepolcrale) di Childe il cacciatore, noto anche come Ordulf, figlio di Ordgar, conte anglosassone del Devon nell'XI secolo. Il nome Childe è probabilmente derivato dall'antico inglese cild che era un titolo onorifico.
La leggenda dice che Childe si trovava ad una battuta di caccia nella brughiera quando venne colto da una tormenta di neve. Childe si separò dal resto dei partecipanti e si perse. Per salvarsi uccise il suo cavallo, lo disossò e si inserì nella carcassa di questo per salvarsi dal freddo, cibandosi delle sue carni. Ad ogni modo egli morì dal freddo, ma prima di morire, scrisse un biglietto secondo il quale chi lo avrebbe trovato e gli avrebbe dato una giusta sepoltura avrebbe ereditato i suoi possedimenti a Plymstock.
Il suo corpo venne ritrovato dai monaci dell'abbazia di Tavistock, i quali lo riportarono indietro. Ad ogni modo degli uomini di Plymstock progettarono di tendere loro una imboscata per impossessarsi del corpo ed essere loro a riportare il corpo a giusta sepoltura. L'attacco venne progettato al ponte presso il fiume Tavy. I monaci ad ogni modo, debitamente avvertiti, pensarono di costruire un nuovo ponte appena fuori Tavistock, giocando così i popolani e riuscendo con successo a seppellire il corpo nei pressi dell'abbazia, ereditando così Plymstock.
Il primo resoconto di questa storia si trova nel libro di Tristram Risdon dal titolo Survey of Devon completato nel 1632 circa:
Finberg riporta inoltre che un documento del 1651 riporta i nomi di Guilehall, o Guilebridge che assomiglia molto di più a guild bridge ("ponte della gilda") perché venne probabilmente costruito da una delle gilde del paese.

### Nella cultura di massa
Il cantante popolare del Devon, Seth Lakeman, ha dedicato a Childe il cacciatore una sua canzone nell'album Freedom Fields del 2006.